# Castromonte
Castromonte település Spanyolországban, Valladolid tartományban. Castromonte La Mudarra, Peñaflor de Hornija, Torrelobatón, Barruelo del Valle, San Cebrián de Mazote, Urueña, Villagarcía de Campos, Tordehumos, Villabrágima, Valverde de Campos és Medina de Rioseco községekkel határos. Lakosainak száma 326 fő (2024).

## Népesség
A település népessége az utóbbi években az alábbiak szerint változott:
| Lakosok száma | 440  | 394  | 379  | 390  | 358  | 338  | 315  | 320  | 314  | 326  |
|               | 2001 | 2004 | 2007 | 2009 | 2012 | 2014 | 2017 | 2019 | 2022 | 2024 |